# Fräuleinwunder

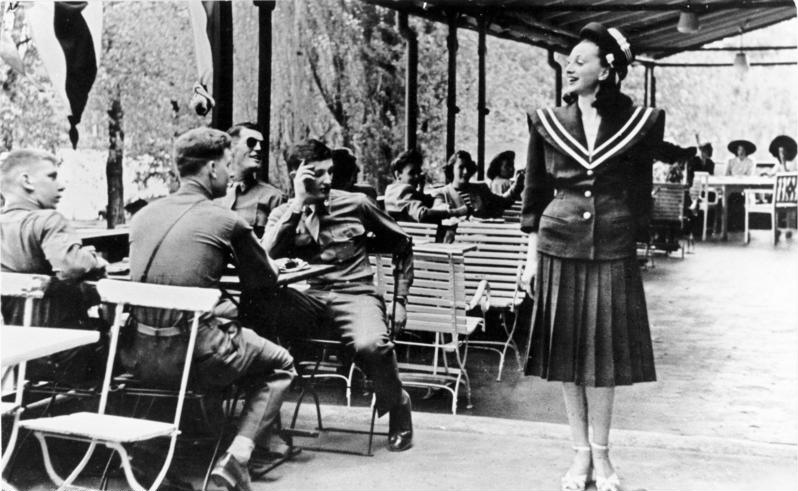
Deutsches Fräulein und US-amerikanische Soldaten (1946)

Fräuleinwunder, auch deutsches Fräuleinwunder, wurde als Ausdruck in den 1950er-Jahren in den USA geprägt und stand für junge, attraktive, moderne, selbstbewusste und begehrenswerte Frauen der deutschen Nachkriegszeit (vergleiche Fräulein). Er fand zur Jahrtausendwende auch im Literaturbetrieb ein spätes Echo.

## Geschichte
Schöpfer des Wortes „Fräuleinwunder“ war Franz Spelman, München-Korrespondent des amerikanischen Time-Life-Magazine. Auslöser war das Berliner Mannequin Susanne Erichsen (1925–2002), die 1950 im Alter von 24 Jahren in Baden-Baden die erste Miss-Germany-Wahl der Bundesrepublik gewann. Sie war die Nachfolgerin von Inge Löwenstein, die im Jahr 1949 noch vor der Gründung der Bundesrepublik in den Westzonen zur ersten Miss Germany nach dem Zweiten Weltkrieg gekürt worden war. Zwei Jahre nach ihrer Wahl ging Erichsen als „Botschafterin der deutschen Mode“ in die USA. Sie beeindruckte die US-Amerikaner und wurde dort als das „deutsche Fräuleinwunder“ bezeichnet. Wie wichtig sie für ein anderes Deutschlandbild war, zeigt sich daran, dass ihre Erinnerungsstücke der Wahl von 1950 in der Stiftung Haus der Geschichte der Bundesrepublik Deutschland aufbewahrt werden.
Auch die aus Mannheim stammende Hollywoodschauspielerin Christiane Schmidtmer prägte ab Mitte der 1960er Jahre – besonders durch ihr äußeres Erscheinungsbild – ganz massiv das Bild des stereotypen deutschen Fräuleinwunders in Hollywood. So spielte sie beispielsweise in der US-Kinokomödie Boeing-Boeing eine deutsche Lufthansa-Stewardess. 
In der deutschen Medienlandschaft taucht der Begriff über die Jahre hinweg vor allem als Bezeichnung für junge, in der Öffentlichkeit stehende Frauen aus Deutschland, die international große Erfolge feiern, auf. So gelten u. a. die Schauspielerinnen Elke Sommer und Christine Kaufmann, die beide in den 1960er Jahren in Hollywood-Filmen zu sehen waren, als Fräuleinwunder. Auch die Sängerinnen Nena und Lena Meyer-Landrut werden in den frühen Jahren ihrer jeweiligen Karrieren regelmäßig als Fräuleinwunder bezeichnet. Im Sport ist vor allem im Tennis (und spezifisch im Bezug auf die Nachfolge der langen rekordträchtigen Karriere von Steffi Graf in den 1980er und 90er Jahren) von Fräuleinwundern die Rede, darunter Angelique Kerber, Sabine Lisicki und Annika Beck.
Eine satirische Darstellung des Fräuleinwunders ist Liselotte Pulvers Rolle als Sekretärin in Billy Wilders Film Eins, zwei, drei von 1961.
Der Ausdruck Fräuleinwunder ist Teil der Wunderrepublik-Begriffe der Nachkriegszeit wie „Wirtschaftswunder“ und „Wunder von Bern“ 1954.
Die deutsche Pop-Rock-Band Fräulein Wunder benannte sich nach dem Begriff.

## Weitere Verwendungen
Der Ausdruck Fräuleinwunder wurde von Zeit zu Zeit immer wieder in anderen Zusammenhängen verwendet. 1999 wurde eine neue Generation von jungen deutschen Autorinnen so betitelt; die Bezeichnung kam in einem Artikel des Literaturkritikers Volker Hage auf. In einer Doktorarbeit von Katrin Blumenkamp heißt es dazu: „Das von Hage im ‚Spiegel‘-Artikel eher nebenbei verwendete Schlagwort hat sich zu einer von Literaturgeschichte und Universität legitimierten Sammelbezeichnung entwickelt.“
Zu dem Fräuleinwunder der deutschen Literatur seit 1999 zählen vor allem junge Autorinnen, die gerade ihre ersten Bücher veröffentlicht hatten, zu nennen sind hier: Julia Franck, Judith Hermann, Mariana Leky, Alexa Hennig von Lange, Zoë Jenny, Juli Zeh und Ricarda Junge. Karen Duve und Silvia Szymanski wurden in diesem Zusammenhang ebenfalls erwähnt. Dieses „Wunder“ gilt in der Literaturkritik und im Feuilleton mittlerweile als passé.
Aus feministischer Perspektive scheint die Zusammenfassung einer weiblichen Autorengeneration unter der Bezeichnung „Fräuleinwunder“ zunächst abwertend. Es sei kein „Wunder“, dass Frauen Romane schreiben, noch dass sie sich kritisch mit ihrer Zeit auseinandersetzen. Beim Ausdruck „literarisches Fräuleinwunder“ handelt es sich vielmehr um ein Etikett, das sich nicht auf literarische Kategorien bezieht. Die damit belegten Autorinnen bedienten sich allerdings teilweise dieses Etiketts, um für sich und ihre Bücher zu werben. Neben der Stellungnahme, dass „die Autorinnen nicht viel mehr gemeinsam haben als ihre Geschlechtszugehörigkeit und ihr nicht sehr fortgeschrittenes Alter“ gab es aber auch die Ansicht, dass nach Judith Hermanns Debüt Sommerhaus, später eine bestimmte Art des Schreibens vor allem von jungen Autorinnen aufgegriffen und kopiert wurde und es sich somit beim literarischen Fräuleinwunder eben doch um eine Art Gattung handele. Selbst unter diesem Aspekt ist die Bezeichnung „Fräuleinwunder“ jedoch insofern problematisch, als sie sich nicht etwa auf einen bestimmten Schreibstil – der unter den zugeordneten Autorinnen mitunter stark variiert – oder die von einigen der Autorinnen aufgegriffene Thematik der Flüchtigkeit und Unverbindlichkeit zwischenmenschlicher Beziehungen als soziale Dynamik der ausgehenden 1990er-Jahre und die damit einhergehende Orientierungslosigkeit als Lebensgefühl bezieht, sondern eine literarische Strömung auf irrelevante, außertextuelle Merkmale reduziert und dabei objektifizierende Kontexte mit abruft.